# Peșteana-Vulcan
Peșteana-Vulcan – wieś w Rumunii, w okręgu Gorj, w gminie Ciuperceni. W 2011 roku liczyła 262 mieszkańców.